# Amphiesma platyceps
Amphiesma platyceps este o specie de șerpi din genul Amphiesma, familia Colubridae, descrisă de Blyth 1854. Conform Catalogue of Life specia Amphiesma platyceps nu are subspecii cunoscute.